# Transilvanian Hunger
Transilvanian Hunger ist das vierte Album der norwegischen Band Darkthrone. Es erschien 1994 über Peaceville Records.
Das Album steht stilistisch völlig in der Black-Metal-Tradition der beiden Vorgänger. Für Kontroversen sorgten jedoch der Aufdruck „Norsk Arisk Black Metal“ (‚Norwegischer arischer Black Metal‘) auf der Rückseite des Albums sowie die Beteiligung von Varg Vikernes. Darüber hinaus führten einige provokative Aussagen des Schlagzeugers Fenriz im Zusammenhang mit dem Album zu einem zeitweiligen Boykott der Band in einigen Metal-Medien.

## Entstehung
Komposition und Aufnahme des Albums dauerten zwei Wochen. Im Gegensatz zu den vorigen Alben spielte Fenriz alle Instrumente selbst ein. Die Aufnahmen fanden in einem bandeigenen Studio statt, das schlicht als „Studio Studio“ bezeichnet wurde. Hier entstanden auch die Aufnahmen zum Nachfolgewerk Panzerfaust und später zu Ravishing Grimness aus dem Jahr 1999. Nach der Fertigstellung sandte er Nocturno Culto seine Texte zu, damit dieser sie aufnehmen konnte.
Die Texte der vier letzten Lieder wurden von Varg Vikernes geschrieben, der noch im selben Jahr wegen Mordes an Øystein „Euronymous“ Aarseth zu 21 Jahren Haft verurteilt wurde. Die Zusammenarbeit mit Vikernes geht auf Fenriz zurück; Nocturno Culto stand nie mit ihm in Kontakt. Fenriz wollte ihm die Möglichkeit geben, durch die Texte zu sprechen, da er während seiner Haft nicht mit der Außenwelt habe kommunizieren können. Vikernes steuerte später noch zum Nachfolgealbum Panzerfaust den Text zum Lied Quintessence bei, saß zur Zeit der Veröffentlichung aber bereits im Gefängnis.
Manche Fans verstehen den Titel des Albums als eine Anspielung darauf, dass Per Yngve „Dead“ Ohlin von der Band Mayhem zur Zeit seines Suizids am 8. April 1991 ein T-Shirt mit der Aufschrift „I ♥ Transylvania“ getragen hat. Das Plattencover steht wieder in der Tradition seiner beiden Vorgänger und zeigt erneut in Form einer kontrastreichen Schwarzweißfotografie ein posierendes Bandmitglied im Corpsepaint, in diesem Fall Fenriz mit einem Kerzenleuchter. Auch das wird für eine Anspielung auf Dead gehalten, da dieser auf dem Cover des Livealbums Live in Leipzig seiner Band Mayhem ebenfalls mit einem Kerzenleuchter und in Corpsepaint zu sehen war. Eine andere Deutungsmöglichkeit des Albentitels ist ein Bezug auf Vampirismus. So handelt der Titelsong Transilvanian Hunger von Vampiren.
Transilvanian Hunger erschien am 17. Februar 1994 und war das letzte Darkthrone-Album, das auf Peaceville Records erschien, da der über vier Alben laufende Vertrag damit erfüllt war. Für ihre nächsten Alben unterzeichnete die Band einen Vertrag mit Moonfog Productions, dem Label von Satyricon-Gitarrist Sigurd „Satyr“ Wongraven. Peaceville veröffentlichte allerdings 2000 noch das Best-of-Boxset Preparing for War, und 2006 kehrte die Band gänzlich zum Label zurück.
Es erschienen zunächst zwei CD-Auflagen, wobei die zweite von Music for Nations vertrieben wurde, und eine LP-Version. Auf der Rückseite der damaligen Pressungen waren die Slogans „True Norwegian Black Metal“ und „Norsk Arisk Black Metal“ aufgedruckt; die Idee zu diesem Slogan stammte von Fenriz. In Bezug auf die Vorwürfe, eine rechtsextreme Band zu sein, sagte Nocturno Culto später, „dass DARKTHRONE zu keinem Zeitpunkt eine politische Band war“ und „Musik und Politik nicht zusammenpassen.“ CD-Neuauflagen erschienen 2001 (im Pappschuber) und 2003 (im Digipak mit Bonusmaterial in Form eines Videointerviews). Auf beiden Neupressungen wurde der Aufdruck entfernt, nun steht hier nur noch „True Norwegian Black Metal“. Außerdem erschienen zwei Vinyl-Neuauflagen: Die erste wurde 2002 von Peaceville veröffentlicht und auf 2000 Stück limitiert. Die zweite Vinyl-Neuausgabe war eine Picture-LP und wurde 2005 in einer Auflage von 1000 Stück auf dem Label Back on Black angeboten.

## Titelliste
1. Transilvanian Hunger – 6:10
2. Over fjell og gjennom torner – 2:29
3. Skald av Satans sol – 4:29
4. Slottet i det fjerne – 4:45
5. Graven tåkeheimens saler – 4:59
6. I en hall med flesk og mjød – 5:13
7. As Flittermice as Satans Spys – 5:56
8. En ås i dype skogen – 5:03

Gesamtspielzeit: 39:04

## Stil
Gegenüber seinem Vorgänger haben die Songs noch einmal kürzere Spieldauer erreicht. Gleichzeitig wurde der bereits zuvor in Ansätzen vorhandene Minimalismus hier auf die Spitze getrieben, beispielsweise basiert der Titelsong bei einer Spieldauer von knapp über 6 Minuten lediglich auf drei ähnlichen Riffs und ist durchgängig im selben Tempo gehalten und mit einem Schlagzeugrhythmus mit nur wenigen Fills und Breaks unterlegt.

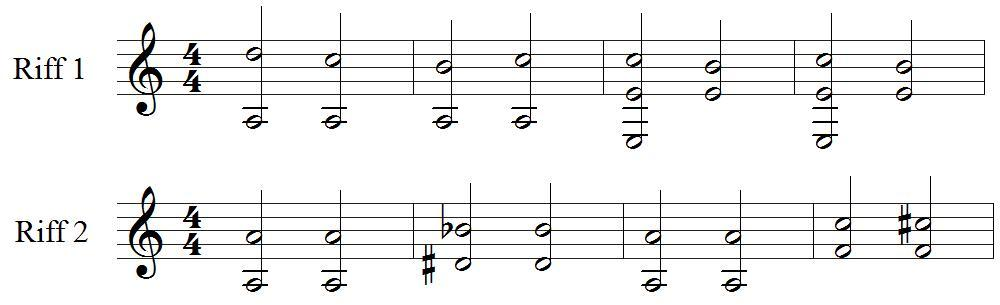
Hauptriffs von Transilvanian Hunger

Charakteristisch ist ferner der originäre melodische Verlauf der Riffs. Beispielhaft sei hier erneut der Titelsong genannt, dessen erstes Riff von einer Tonfolge (d''-c''-h'-c'') über dem Orgelpunkt-artigen Grundton a und Powerchords auf chromatischen Tönen getragen wird. Im weiteren Verlauf tritt als Dissonanz eine Große Sexte auf.
Die Produktion selber nimmt wieder ein wenig Abstand von den vorherigen Werken, da die Höhen weniger hervorstechen und das Schlagzeug weniger klar aufgenommen wurde.
Textlich ist neben der Mitarbeit von Varg Vikernes, der sich eher heidnischen und mystischen als okkulten Themen verschrieben hatte, die Tatsache bemerkenswert, dass diesmal die Mehrheit der Texte auf Norwegisch verfasst war. Der Text zu Over fjell og gjennom torner endet mit der rassistischen Aussage:

„Den Norrøne Rase må Slakte den andre / Når blammen dunker for tungt på vår dør“

„Die nordische Rasse muss die andere schlachten / Wenn die Blaumänner [gemeint sind Schwarze] zu fest an unsere Tür klopfen“

## Rezeption
Neben dem bereits genannten Aufdruck auf dem Rückcover der ersten Veröffentlichungen sorgte eine Aussage von Fenriz in einem Fax an Peaceville für Vorwürfe des Rassismus und Antisemitismus:

“We wish to state that ‘Transilvanian Hunger’ is beyond criticism, and any man who attempts to do so should be thoroughly patronised for his obviously jewish behaviour.”

„Wir wünschen zu betonen, dass sich ‚Transilvanian Hunger‘ jeglicher Kritik entzieht; wer dies dennoch versucht, sollte wegen seines offensichtlich jüdischen Verhaltens herablassend behandelt werden.“

Der Boykott führte dazu, dass das Album und auch das Nachfolgewerk in Medien wie dem Rock Hard nicht erwähnt oder rezensiert wurden. Verstärkt wurde dies noch dadurch, dass, wie die Zeitschrift bemerkte, sich „Interviews mit den Musikern […] als Irrpfad in eine Welt voller Antichristentum, Gewaltverherrlichung und politischer Dummheit [erweisen].“
Im Nachhinein wurde das Werk dennoch stets positiv aufgenommen. Bezogen auf die Produktion merkte Wolf-Rüdiger Mühlmann im Vergleich zum Debütalbum von Nattefrost an, Transilvanian Hunger sei der „bislang einzige […] Hundert-Punkte-Inhaber […] auf der staatlich geprüften Hass-Skala.“ Weiter fazitierte Niall Kennedy vom Webzine Metal Observer:

„Dieses Album kann man nicht mit weniger als 10 Punkten bewerten und obwohl es meiner Meinung nach niemals die Genialität von „A Blaze In The Northern Sky“ erreichen oder übertreffen wird […], ist es für das Black Metal Genre essentiell.“